# Armin Meier (cyclisme)
Vous lisez un « bon article » labellisé en 2011.
Pour les articles homonymes, voir Armin Meier et Meier.
Armin Meier, né le 3 novembre 1969 à Rickenbach, est un coureur cycliste suisse professionnel de 1995 à 2001.
Tout d'abord professionnel individuel, Meier évolue ensuite dans les équipes PMU Roland-Loup Sport, Batik-Del Monte, Festina et Saeco. Ce coureur glane au cours de sa carrière quelques succès parmi lesquels on retrouve deux fois le championnat de Suisse sur route. Il fait partie de l'équipe Festina exclue du Tour de France 1998, reconnaissant alors s'être dopé. Après l'arrêt de sa carrière professionnelle, il travaille dans le milieu du management sportif.

## Repères biographiques et carrière amateur
Armin Meier est né le 3 novembre 1969 à Rickenbach dans le canton de Lucerne. Il a deux enfants issus de sa première union avec la skieuse Karin Roten. Il a également été en couple avec Anita Buri, Miss Suisse 1999.
En amateur, Armin Meier se classe cinquième des championnats de Suisse juniors en 1987. Il gagne le GP la Liberté Fribourg et le Hegiberg-Rundfahrt en 1989. Il s'impose en contre-la-montre lors du championnat de Suisse du 100 km par équipes en 1990 associé à Bruno Risi, Kurt Betschart et Alex Zülle. Cette même année, Meier est dix-neuvième du championnat du monde sur route amateurs. Il obtient la neuvième place du championnat de Suisse amateurs en 1991 et figure sur la deuxième marche du podium l'année suivante. Sélectionné pour les Jeux olympiques de Barcelone, il se classe 70e de la course en ligne. Il s'impose en 1993 lors du Tour du Canton de Genève puis l'année suivante lors du Tour du Stausee. Il se classe 58e du championnat du monde sur route amateurs 1994.

## Carrière professionnelle

### Débuts suisses (1995-1996)
Professionnel individuel soutenu par Cicli Ghia-Villiger en 1995, Armin Meier obtient cette saison-là en mars une victoire lors du prologue du Tour de Normandie. Il se classe aussi cinquième du Grand Prix Guillaume Tell lors du mois d'août. Meier intègre l'équipe PMU Roland-Loup Sport en 1996. Le 3 mars, il est deuxième du Grand Prix de Lugano. Une semaine plus tard, il obtient sa première victoire de l'année lors du GP Brissago,. En juin, il remporte tout d'abord une étape de Vienne-Rabenstein-Gresten-Vienne. À la suite d'une deuxième place dans la deuxième étape derrière Michele Bartoli, il porte durant quelques jours le maillot de leader du Tour de Suisse qu'il termine à la neuvième place. Dans la foulée, il s'impose au sprint devant Beat Zberg lors du championnat de Suisse sur route puis il se classe deuxième du Tour de Suisse orientale à 8 secondes de son coéquipier Roland Meier. Il remporte également une étape de cette course. Septième en août du Regio-Tour, il obtient la même place le mois suivant lors du Grand Prix Guillaume Tell. Il fait partie de l'équipe de Suisse lors de la course en ligne des Championnats du monde sur route disputés à Lugano. La Suisse obtient l'argent dans cette course grâce à Mauro Gianetti. En fin de saison, il est 69e du classement UCI.

### Départ à l'étranger puis suspension pour dopage (1997-1998)
Meier rejoint l'équipe Batik-Del Monte en 1997. Septième fin mars du Tour de Sardaigne, il dispute en mai le Tour d'Italie qu'il abandonne à la suite d'une fracture du talon occasionnée par une chute. Son retour à la compétition est marqué en septembre par une deuxième place derrière Beat Zberg lors du Mémorial Josef Voegeli suivie d'une sixième place au Grand Prix de Fourmies puis d'une troisième place lors du Grand Prix Guillaume Tell. Sélectionné pour les championnats du monde sur route, il s'y classe 47e à 58 secondes de Laurent Brochard. En fin d'année, son classement UCI a diminué par rapport à l'année précédente, Meier étant désormais classé 177e.
L'année suivante, il est recruté par l'équipe Festina. En mars, il obtient la cinquième place du Grand Prix de Chiasso. Présent sur le Tour d'Italie, son coéquipier Alex Zülle fait figure de favori pour la victoire finale de ce Giro. Zülle, alors en tête du classement général, perd le maillot rose lors de la dix-septième étape et termine la course en 14e position. Meier de son côté se classe 48e. Début juillet, le Suisse termine deuxième du championnat de Suisse sur route. Sélectionné pour le Tour de France, il est exclu de la compétition au terme de la première semaine de course à la suite du déclenchement de l'affaire Festina. Mis en garde à vue le 23 juillet, il avoue s'être dopé,. Ayant repris la compétition, il est troisième du Mémorial Josef Voegeli début septembre, puis quatrième du Grand Prix Guillaume Tell à la fin de ce mois. Le 1er octobre, Meier comme ses compatriotes Dufaux et Zülle sont suspendus huit mois par la fédération suisse de cyclisme pour leurs aveux dans l'affaire Festina. Cette sanction est ramenée à sept mois par l'UCI. Il est 186e du classement UCI en fin de saison.

### Retour et fin de carrière chez Saeco (1999-2001)
Pendant sa suspension pour dopage, Armin Meier s'engage pour 1999 dans l'équipe italienne Saeco. Il reprend la compétition le premier mai lors du Grand Prix de Francfort. Lors du Tour de Romandie qui se dispute quelques jours plus tard, il se classe vingt-et-unième. Dans le même mois, il termine ensuite septième du Grand Prix du Midi libre puis vingt-et-unième de la Bicyclette basque. Le mois suivant, Meier pointe un temps à la troisième place du Tour de Suisse grâce à une échappée. Il finit la course à la quinzième place. Quelques jours plus tard, Meier obtient la victoire lors du championnat de Suisse sur route pour la deuxième fois après 1996. Il s'impose à l'issue d'un duel contre Daniel Schnider. Mauro Gianetti complète le podium avec 23 secondes de retard. En juillet, il se classe 31e du Tour de France. Il subit une opération chirurgicale en août pour enlever un kyste à un genou. Pour son retour effectué lors du Tour d'Espagne, il est non-partant lors de la deuxième étape. Il atteint en fin d'année la 144e place du classement UCI.
En 2000, ses performances sont moins significatives que l'année précédente, en témoigne sa baisse à la 682e place du classement UCI en fin d'année. Il termine 23e du Tour de Suisse. Lors du Tour de France, Meier est présent pour accompagner Laurent Dufaux. Il abandonne lors de la 10e étape, victime d'une blessure au coude. Il se signale lors du Mémorial Josef Voegeli. Associé à son coéquipier Paolo Savoldelli, les deux coureurs prennent la cinquième place de ce contre-la-montre remporté par Erik Dekker et Marc Wauters. Il participe au Tour d'Espagne avec l'objectif de gagner une étape tout en aidant ses leaders Laurent Dufaux et Mario Cipollini. Cipollini est exclu de la course dès la cinquième étape à la suite d'une bagarre avec un autre coureur. Dufaux abandonne lui lors de la quatorzième étape. Armin Meier ne remporte pas d'étape et est 104e de la Vuelta. L'année suivante, il ne participe à aucun grand tour. Le Suisse obtient notamment la 9e place du Grand Prix du canton d'Argovie, la 28e place de l'Amstel Gold Race et la 46e place du Tour de Suisse. Il arrête sa carrière lors du mois de septembre et est classé 708e du classement UCI de fin d'année.

## Après et en dehors du cyclisme

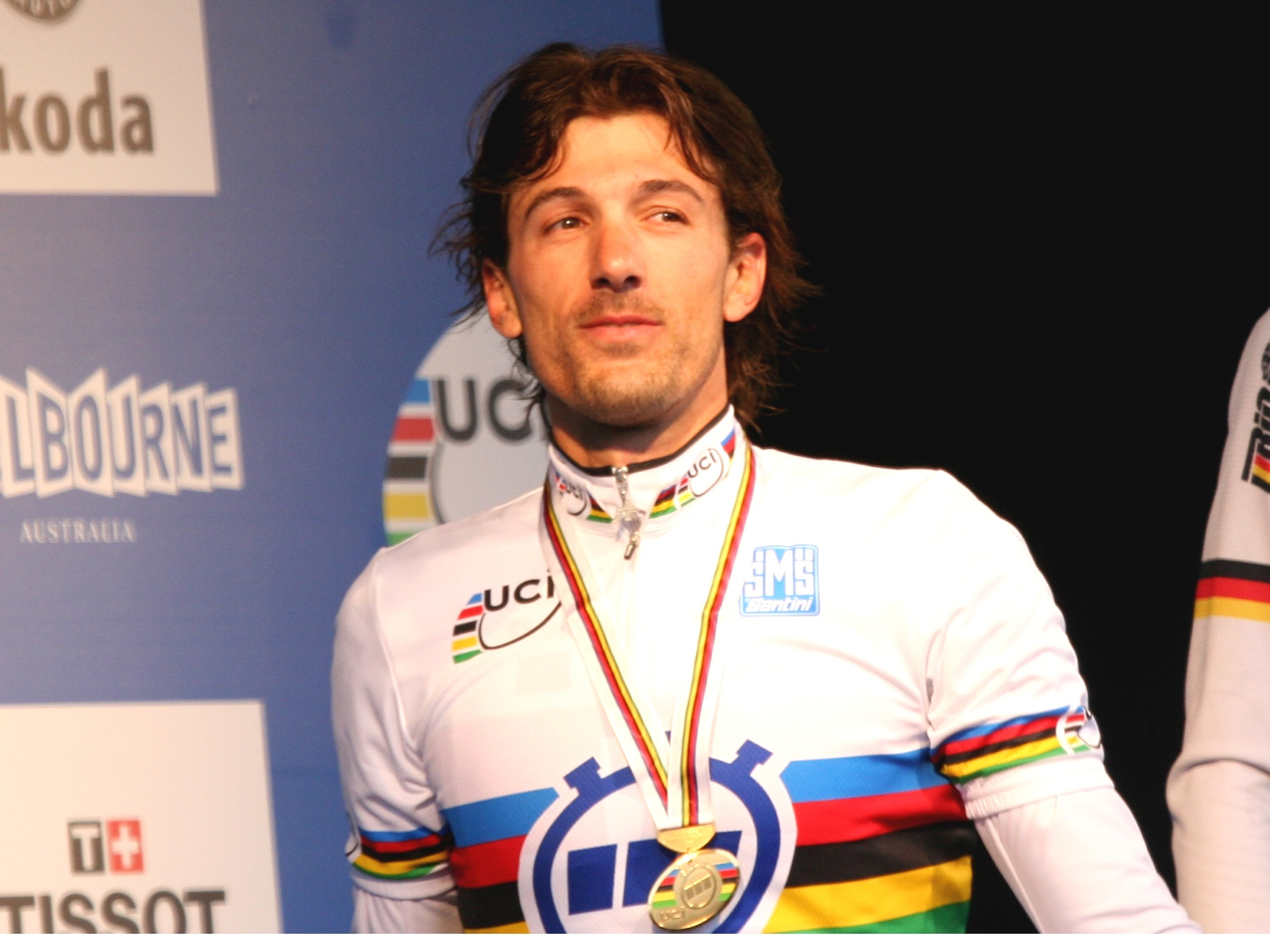
Fabian Cancellara, dont Armin Meier est l'agent.

Durant sa carrière professionnelle, Meier s'intéresse à l'économie et à la politique. Dès 2001, alors que sa carrière cycliste n'est pas terminée, Meier entre en contact avec la filiale suisse de la société de management sportif IMG. Il rejoint effectivement cette société dès octobre 2001,. Il intervient alors sur des courses suisses. Il assure ainsi la direction du parcours du Tour de Romandie avant d'en devenir le directeur de course en 2005. Également directeur de course du Tour de Suisse, il est à la tête de cette épreuve jusque 2010. Durant son passage à la tête de l'épreuve, il affirme l'importance de son Tour national en tant qu'épreuve à part entière, se démarquant d'une course préparatoire au Tour de France. Sous sa direction, un conflit d'intérêts potentiel naît lors de l'édition 2009 du Tour de Suisse dont le parcours est jugé par certains suiveurs trop favorable à Fabian Cancellara, ce qui est nié par le directeur du parcours de la course, Rolf Huser, qui est aussi le manager de Cancellara pour le compte d'IMG Suisse. Meier dément également avoir voulu favoriser Cancellara mais reconnaît sur ce sujet une « convergence d'intérêts ». Armin Meier devient directeur d'IMG Suisse en 2006 et gère alors une trentaine d'employés. Ses fonctions l'amènent à ne pas se concentrer uniquement sur le cyclisme. Il reste dans cette société jusque 2010, année où Meier quitte ses fonctions pour rejoindre l'éditeur Ringier. Tout d'abord directeur du marketing et du sponsoring dans la partie suisse de cette société, il devient en juillet 2011 directeur d'InfrontRingier, une société détenue à parts égales par Ringier et Infront Sports & Media, une entreprise de marketing sportif. Cette entreprise est prestataire de services pour des sportifs et des organisateurs d'évènements sportifs,. Meier s'occupe également de la gestion de la carrière de sportifs comme Lara Gut, de 2009 à 2014, ou Fabian Cancellara,. Meier reste directeur de cette société jusqu'en septembre 2015 avant de la quitter pour « relever un nouveau défi » selon son communiqué de départ,. Il devient à partir de 2018 l'organisateur du marathon de Zurich. Il est par ailleurs diplômé de l'école BPIH de Berne.

## Armin Meier et le dopage

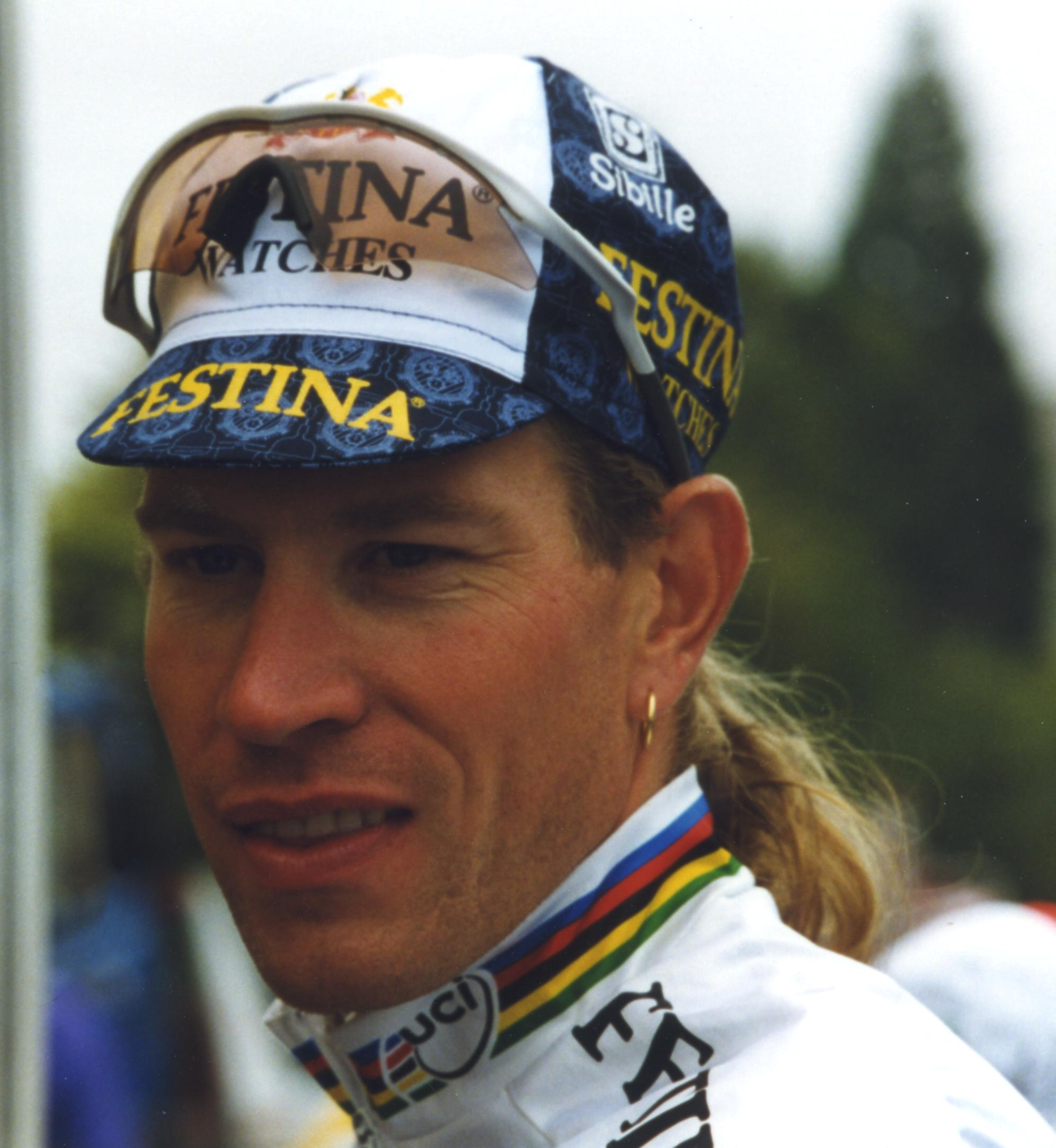
Laurent Brochard, équipier de Meier pendant l'affaire Festina.

Armin Meier n'a jamais fait l'objet d'un contrôle antidopage positif. Cependant, il a été impliqué dans l'affaire Festina en 1998. Alors que se déroule le Tour d'Italie 1998 auquel Meier participe au sein de l'équipe Festina, celle-ci est suspectée de pratiques dopantes. Les suspicions ne sont pas confirmées par la suite. Quelques jours avant le début du Tour de France, l'affaire Festina éclate à la suite de l'arrestation par des douaniers près de Lille du soigneur de l'équipe, Willy Voet. La fouille de sa voiture permet de trouver de nombreux produits dopants. Les coureurs de l'équipe sont exclus du Tour le 18 juillet.
Placé cinq jours plus tard en garde à vue tout comme ses coéquipiers du Tour de France, Armin Meier passe aux aveux quelques minutes après Laurent Brochard. Il reconnaît avoir eu recours au dopage chez Festina à l'EPO exclusivement. Il avoue un usage antérieur du dopage avant son intégration chez Festina en déclarant :« Avant d'arriver chez les Festina, je me procurais mes produits moi-même en Suisse, où l'achat est possible, sur ordonnance médicale. ». Il parle ensuite d'un suivi médicalisé du dopage au sein de l'équipe Festina : « Au moins, j'avais un avis médical. ». Une suspension de huit mois lui est signifiée par la fédération suisse de cyclisme quelques mois plus tard, sanction ramenée à 7 mois par l'UCI. Lors de la garde à vue des coureurs, des contrôles lui indiquent un taux d'hématocrite de 49,3 %, inférieur aux 50 % admis par l'UCI.
Devenu directeur du Tour de Suisse, Armin Meier prend des positions fermes contre le dopage. Il interdit ainsi en 2008 à Tom Boonen, déclaré positif à la cocaïne dans un contrôle hors-compétition mais non suspendu par l'UCI, de participer au Tour de Suisse.

## Palmarès

### Par années
| - 1989 - GP la Liberté Fribourg - Hegiberg-Rundfahrt - 1992 - 2e du championnat de Suisse sur route amateurs - 1994 - Tour du canton de Genève - Tour du Stausee - 1995 - Prologue du Tour de Normandie - Tour de Leimental - 1996 - Champion de Suisse sur route - GP Brissago - 2e étape du Tour de Suisse orientale - 3e étape de Vienne-Rabenstein-Gresten-Vienne - 2e du Grand Prix de Lugano - 2e du Tour de Suisse orientale - 2e de Coire-Arosa | - 1997 - Coire-Arosa - 2e du Mémorial Josef Voegeli (contre-la-montre) - 3e du Grand Prix Guillaume Tell - 1998 - 2e du championnat de Suisse sur route - 3e du Mémorial Josef Voegeli (contre-la-montre) - 1999 - Champion de Suisse sur route |  |

### Résultats sur les grands tours

#### Tour de France
3 participations.
- 1998 : exclu à la 7e étape avec l'ensemble des coureurs de l'équipe Festina.
- 1999 : 31e du classement général.
- 2000 : abandon (10e étape).

#### Tour d'Italie
2 participations.
- 1997 : abandon (8e étape).
- 1998 : 48e du classement général.

#### Tour d'Espagne
2 participations.
- 1999 : non-partant (2e étape).
- 2000 : 104e du classement général.

### Classements mondiaux
Armin Meier a été classé au mieux 69e en fin d'année au classement UCI en 1996.
| Année          | 1995 | 1996 | 1997 | 1998 | 1999 | 2000 | 2001 |
| -------------- | ---- | ---- | ---- | ---- | ---- | ---- | ---- |
| Classement UCI | nc   | 69e  | 177e | 186e | 144e | 682e | 708e |